# Sandra Kleinová
Sandra Kleinová (* 8. Mai 1978 in Prag, Tschechoslowakei) ist eine ehemalige tschechische Tennisspielerin. 

## Karriere
In ihrer Profilaufbahn gewann sie sechs Einzel- und vier Doppeltitel auf dem ITF Women’s Circuit. 1995 stand sie im Finale des WTA-Turniers in Nagoya, das sie gegen Linda Wild mit 4:6 und 2:6 verlor.
1997 und 2002 spielte sie für die tschechische Fed-Cup-Mannschaft insgesamt zwei Partien im Einzel, die sie beide verlor.